# 奥蒂斯·泰勒 (音乐家)

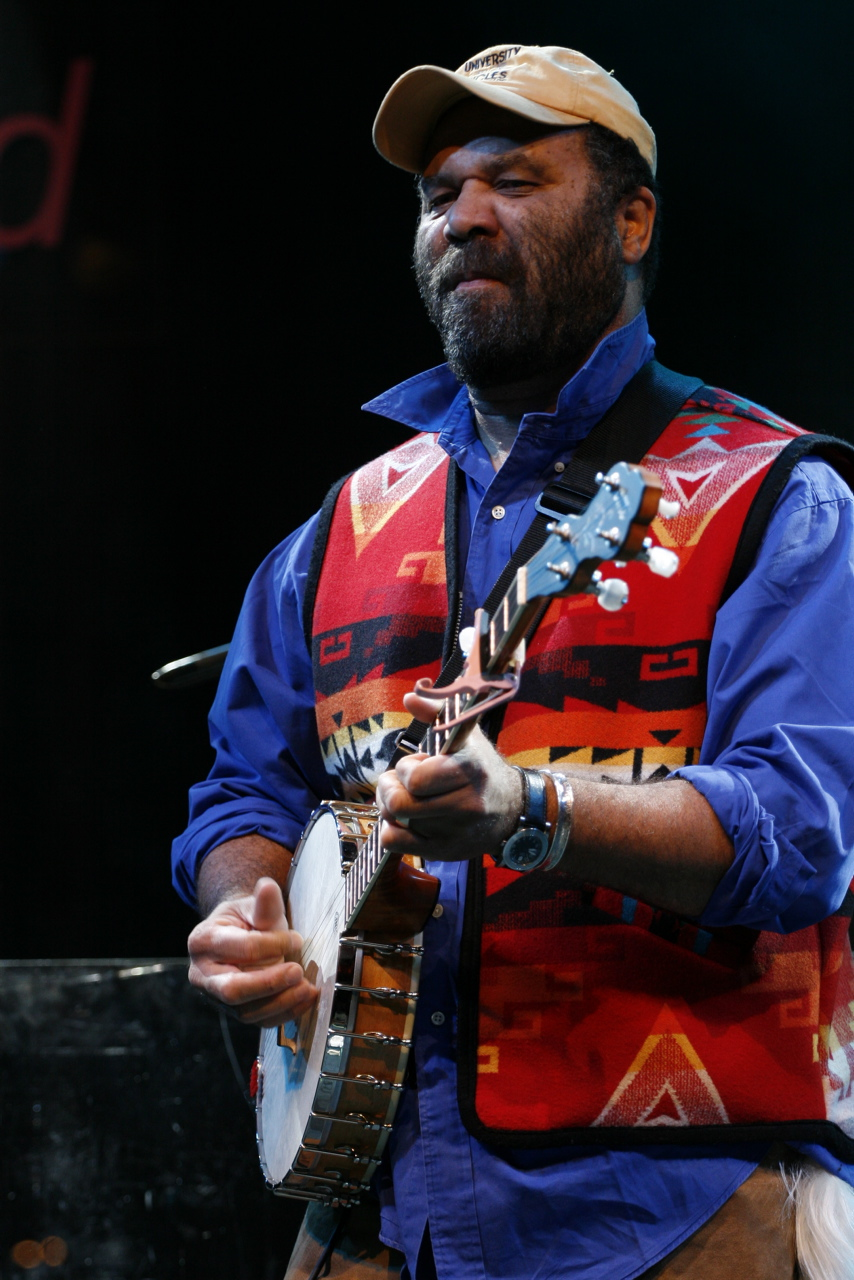
奥蒂斯·泰勒

奥蒂斯·泰勒（Otis Taylor，1948年7月30日—）是一位美国藍調音乐家。他能演奏多种乐器，包括吉他、班卓琴、曼陀林、口琴，还能表演声乐。2001年，他被圣丹斯电影作曲家实验室（Sundance Film Composers Laboratory）授予研究员职位（fellowship）。

## 个人生活
泰勒曾在1966年因拒绝剪发而被高中开除，后在2023年收到了迟来的毕业证书。
泰勒有两个女儿。